# Jason Bonham

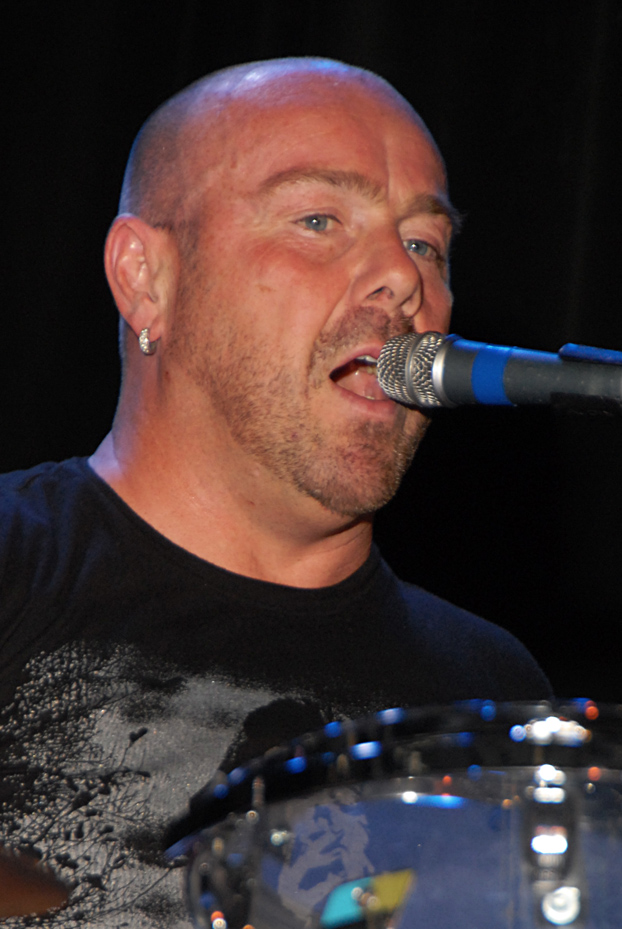
Jason Bonham (2009)

Jason John Bonham (* 15. Juli 1966 in Dudley, Worcestershire) ist ein britischer Schlagzeuger, Songwriter und Sänger. Er ist der Sohn des 1980 verstorbenen Led-Zeppelin-Schlagzeugers John Bonham.

## Karriere

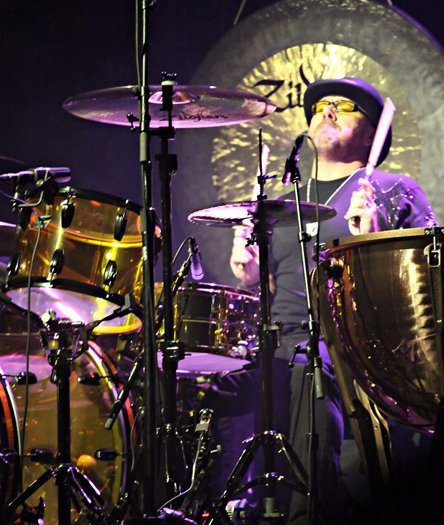
Jason Bonham (2010)

Jason Bonham begann mit vier Jahren unter Anleitung seines Vaters das Schlagzeugspiel zu lernen. Mit 17 debütierte er in seiner ersten Band, bevor er 1985 in die Rockband Virginia Wolf eintrat und mit dieser zwei Alben einspielte. Im Jahr 1987 nahm er mit dem Led-Zeppelin-Gitarristen Jimmy Page das Album Outrider auf und ging mit ihm auf Tournee. Im Jahr darauf trat er mit allen verbliebenen Musikern von Led Zeppelin anlässlich des 40-jährigen Bestehens ihres ehemaligen Plattenlabels Atlantic Records auf.
Sein erstes hardrock-orientiertes Solo-Album mit Eigenkompositionen veröffentlichte er 1989 unter dem Titel The Disregard of Timekeeping. In den folgenden Jahren war er wiederholt mit Led-Zeppelin-Coverbands zu sehen und produzierte weitere Alben. Von 2003 bis 2006 spielte er mit der britischen Rockband UFO, im Anschluss daran bis 2008 mit Foreigner. Am 10. Dezember 2007 übernahm er in London beim Reunion-Konzert von Led Zeppelin in der O2 Arena die Rolle seines Vaters als Schlagzeuger.
2009 schloss sich Bonham mit Glenn Hughes, Joe Bonamassa und Derek Sherinian zur Gruppe Black Country Communion zusammen. Die Formation produzierte in den ersten vier Jahren ihres Bestehens zunächst drei Alben und beendete ihre Zusammenarbeit 2013 vorerst. Im selben Jahr gründeten Bonham und Hughes zusammen mit dem Gitarristen Andrew Watt das Nachfolgeprojekt California Breed, dem Derek Sherinian nicht mehr angehörte und das sich nach nur einer Veröffentlichung wieder trennte. 2014 stieg Bonham bei der Gruppe The Circle des Sängers Sammy Hagar ein und produzierte mit ihnen ein Album. Angeregt durch Joe Bonamassa fanden sich die vier Mitglieder von Black Country Communion im Jahr 2017 erneut zusammen, um das Album BCCIV aufzunehmen, welches im September veröffentlicht wurde. 2024 erschien das fünfte Album unter dem Namen V.
Bereits 2009 begann Bonham seine Arbeit mit dem Sänger James Dylan, die in dem Projekt Jason Bonham’s Led Zeppelin Experience mündete, einer Hommage an die Band seines Vaters. Mit Unterbrechungen und wechselnder Besetzung ist Bonham bis heute damit auf Tournee.

## Diskografie
- Airrace – Shaft of Light (1984)
- Virginia Wolf – Virginia Wolf (1986)
- Virginia Wolf – Push (1987)
- Jimmy Page – Outrider (1988)
- Bonham – The Disregard of Timekeeping (1989, US: Gold)[6]
- Bonham – Mad Hatter (1992)
- Motherland – Peace 4 Me (1994)
- The Jason Bonham Band – In The Name of My Father: The ZepSet (1997)
- The Jason Bonham Band – When You See the Sun (1997)
- Little Steven – Born again savage (1999)[7]
- Healing Sixes – Enormosound (2002)
- UFO – You are here (2004)
- UFO – Showtime (2005)
- Joe Bonamassa – You and Me (2006)[8]
- Foreigner – Extended Versions (2006)
- Black Country Communion – Black Country Communion (2010)
- Black Country Communion – 2 (2011)
- Black Country Communion – Afterglow (2012)
- Led Zeppelin – Celebration Day (2012)
- California Breed – California Breed (2014)
- The Circle – At Your Service (2015)
- Black Country Communion – BCCIV (2017)

## Filme
- 1976: The Song Remains the Same[9]
- 2001: Rock Star
- 2012: Celebration Day